# Йоахім Хрістіан Тімм
Йоахім Хрістіан Тімм (нім. Joachim Christian Timm; 7 грудня 1734 — 3 лютого 1805) — німецький аптекар, мер Мальхіна, і ботанік.

## Біографія
Народився у м. Венгожино, Східна Померанія, нині Польща. Навчався там у школі. У 1749 році він розпочав практику як аптекар. Спочатку впродовж року був помічником аптекаря в Венгожино. У 1750-х працював аптекарем у м. Росток. Наприкінці 1750-х він переїхав до Мальхіна. У 1762 році Тімм одружився з нім. Anna Christine Elisabeth Witte (1743—1792), у них було десять дітей. У 1771 році він був обраний сенатором. У 1778 році він став другим або віце-мером м. Мальхін, ставши міським головою в 1790 році. На пості мера перебував до своєї смерті в 1805 році.
Працюючи аптекарем, він цікавився ботанікою. З ентузіазмом він зібрав всілякі рослини, перш за все в районі Мальхіна. У 1788 році він опублікував свою роботу «Florae megapolitanae Prodromus», яку він базував на системі шведського ботаніка Ліннея. Професор Йоганн Гедвіґ назвав рід моху Timmia на його честь. Й. Х. Тімм вважається піонером сучасної ботаніки в Німеччині.